# Тотіґі (футбольний клуб)
Тотіґі (яп. 栃木SC, Тотіґі) — японський футбольний клуб з міста Уцуномія, який виступає в Джей-лізі 2.